# اس‌ام یوسی-۱۷
اس‌ام یوسی-۱۷ (به انگلیسی: SM UC-17) یک زیردریایی بود که طول آن ۱۶۱ فوت ۱۱ اینچ (۴۹٫۳۵ متر) بود. این زیردریایی در سال ۱۹۱۶ ساخته شد.